# Valentín González Formoso
Valentín González Formoso (Puentes de García Rodríguez, 1971) es un político del PSdeG, alcalde de Puentes de García Rodríguez desde junio de 2007 y presidente de la Diputación Provincial de la Coruña desde 2015.

## Trayectoria
En las elecciones municipales de 2007 fue el candidato del PSdeG-PSOE a la alcaldía de Puentes de García Rodríguez, siendo elegido alcalde al ser la lista más votada, gobernando en minoría con 8 concejales frente a 8 del BNG y 1 del PP. En las elecciones municipales de 2011 la lista encabezada por él alcanzó una mayoría absoluta con 12 concejales. Volvió a ser elegido alcalde de As Pontes con mayoría absoluta en las elecciones municipales de 2015, 2019 y 2023.
Tras las elecciones municipales de 2015, es elegido presidente da la Diputación de La Coruña, cargo que revalida en las elecciones municipales de 2019 y 2023. Desde la presidencia de la Diputación ha puesto en marcha programas como el Plan Único de Obras y Servicios (POS+) o el Plan de Empleo Local (PEL).
El 30 de octubre de 2021, fue elegido secretario general del PSdeG-PSOE tras ganar las primarias derrotando al entonces secretario general Gonzalo Caballero.El 29 de octubre de 2023, anunció unas primarias para elegir candidato a las Elecciones al Parlamento de Galicia de 2024, a las que no concurriría dejando, vía libre para que José Ramón Gómez Besteiro fuera el candidato. En esas elecciones el PSdeG-PSOE pasó de 14 a 9 escaños, convirtiéndose en su peor resultado. Así que el 2 de marzo del 2024 convocó un proceso de primarias para elegir secretario general, y de nuevo dejando vía libre para José Ramón Gómez Besteiro regresara a la política y se diera a conocer, retomando la secretaría general del PSdeG-PSOE el 28 de abril de 2024.

## Cargos desempeñados
- Concejal del Ayuntamiento de Puentes de García Rodríguez (2003-actualidad).
- Alcalde de Puentes de García Rodríguez (2007-actualidad).
- Presidente de la Diputación Provincial de La Coruña (2015-actualidad)
- Secretario provincial del PSdeG-PSOE en La Coruña (2018-2022)
- Secretario general del PSdeG-PSOE (2021-2024).